# Maurice Schwartz (homme politique)
Cet article concerne Ingénieur des ponts et chaussées. Pour l'acteur et réalisateur américain, voir Maurice Schwartz.
Maurice Schwartz , né le 26 septembre 1887 à Toulon en France et mort le 29 mai 1967 à Le Revest-les-Eaux est un inspecteur général des Ponts et Chaussées, Conseiller d'État, haut fonctionnaire et homme politique français.

## Biographie
Maurice Schwartz est le fils de Frédéric Alfred Schwartz, ancien élève de l'École polytechnique (1880), ingénieur de la marine et de Alice Aubes.
Il est ancien élève de l'École polytechnique (1907).
Il s'est marié à Marseille le 26 juin 1924 avec Marie Descoings.
Il est l'auteur du rapport au Conseil national économique qui achève l’enquête sur la situation des grandes branches de l’économie nationale en juillet 1936.
Il fut secrétaire général aux Travaux publics et transports du 16 juillet 1940 au 20 août 1944 dans les gouvernements Laval, Flandin et Darlan.
Il est considéré par Annie Lacroix-Riz comme appartenant, pendant sa participation aux gouvernements de Vichy, au « groupe Worms » constitué de personnes gravitant autour de la Banque Worms.
Il a déposé au procès intenté en Haute Cour de justice à Jean Berthelot en 1946.